# Lohitzune Rodríguez
Lohitzune Rodríguez Martínez (Portugalete, Vizcaya, 25 de julio de 1996), conocida como Lohi, es una bailarina y coreógrafa española.
Es conocida por su participación en el programa Fama, ¡a bailar! 2019, por su participación en distintos proyectos musicales como Una Navidad con Samantha Hudson (2021) o Voy a pasármelo bien (2022) o por haber sido parte del cuerpo de baile de los MTV EMAs, los LOS40 Music Awards y otros.

## Biografía
Nació en Portugalete el 25 de julio de 1996. Empezó a formarse como bailarina a los 9 años. A los 15 años empezó a trabajar como profesora de baile en distintas escuelas. Se graduó en enfermería en la Universidad del País Vasco (2014-2018).
Como bailarina comenzó formándose en Madrid y Barcelona y después se formó en hip hop, contemporáneo, ballet y jazz en Londres, Mánchester, Italia y Polonia.
En el año 2019 participó en Fama, ¡a bailar! 2019, novena edición del formato televisivo Fama, ¡a bailar!, concurso de baile. Durante el concurso formó pareja con Aritz Grau (Aritz Arén) y llegaron hasta el final, quedando finalistas.
Ha sido parte del cuerpo de baile de los MTV EMAs en Sevilla, en los LOS40 Music Awards junto a la cantante Ava Max, el Coca cola Music Experience, la cantante Dua Lipa y los Premios Goya de 2020. Fue miembro del cuerpo de baile de Mala Rodríguez.
Actualmente es asistente de coreografía en el programa Showriano de Eva Soriano. También es la coreógrafa de la cantante Paula Cendejas.
En 2025 en el Festival de la Canción de Eurovisión 2025 estuvo a cargo junto con Borja Rueda de diseñar la puesta en escena y la coreografía de la canción «Shh» interpretada por el cantante Theo Evan en representación de Chipre.

## Vida privada
Actualmente reside en Madrid. Es hermana de la actriz Nahikari Rodríguez.

## Filmografía

### Televisión
- 2020, Premios Goya 34 edición
- 2019, Fama, ¡a bailar! 2019 (concursante)

### Cine
- 2023, Camino a Belén, dir. Adam Anders (película musical)
- 2022, Voy a pasármelo bien, dir. David Serrano
- 2021, Una Navidad con Samantha Hudson, dir. Alejandro Marín

### Teatro musical
- 2023-2024, Mamma Mia! (elenco)[20][15][21]